# Tattiche d'amore 2
Tattiche d'amore 2 (Aşk Taktikleri 2) è un film del 2023 diretto da Recai Karagöz.
È il sequel del film del 2022 Tattiche d'amore.

## Trama
Quando Asli afferma che il matrimonio è una truffa Kerem inaspettatamente è d'accordo con lei. Così decide di manipolarlo per cercare di farle la proposta.

## Personaggi e interpreti
- Asli, interpretata da Demet Özdemir, doppiata da Valentina Favazza.
- Kerem, interpretato da Sukru Ozyildiz, doppiato da Flavio Aquilone.
- Tuna, interpretato da Atakan Celik, doppiato da Francesco Pezzulli.
- Emir, interpretato da Doğukan Polat, doppiato da Daniele Di Matteo.
- Cansu, interpretata da Deniz Baydar, doppiata da Emanuela Ionica.
- Ezgi, interpretata da Hande Yilmaz, doppiata da Martina Felli.
- Bulut, interpretato da Ceyhun Mengiroglu, doppiato da Antonino Saccone.
- Yavus il pilota, interpretato da Ümit Erdim, doppiato da Gabriele Pellicanò

## Distribuzione
Il film è stato distribuito sulla piattaforma Netflix a partire dal 14 luglio 2023.